# 奉華堂印
奉華堂印是由南宋宋高宗贵妃劉賢妃所鈐用。
劉貴妃居住在德壽宮配殿名為奉華堂因而得名。